# Курамысов, Измухан Мукашевич
Измухан Мукашевич Курамысов (каз. Ізмұқан Мұқашұлы Құрамысов; 1896, а. № 5 (Тамар-Уткуль), Актюбинский уезд, Тургайская область, Российская империя — 25 февраля 1938, Алма-Ата, Казахская ССР, СССР) — советский казахский партийный и государственный деятель.

## Биография
Родился в ауле Томар-Уткуль Актюбинского уезда Тургайской области.
Окончил русско-казахскую школу, в 1916-17 гг. работал на бойнях Оренбурга, где примкнул к рабочему движению. Вернувшись в родной аул участвует в создании первых Советов на местах. Был назначен секретарем, а затем председателем Туз-Тубинского волостного исполнительного комитета.
Член РКП(б) с января 1921 г.
В 1921 г. избирается членом Акбулакского уездного исполнительного комитета. В августе 1923 г. назначен инструктором, а затем — заместителем заведующего организационным отделом Актюбинского губернского комитета партии. Через год его переводят в Оренбург помощником ответственного секретаря Киргизского обкома РКП(б).
- 1925—1934 гг. — второй секретарь Казакского крайкома ВКП(б), одновременно в 1932—1933 гг. первый секретарь Алма-Атинского обкома ВКП(б). На этом посту участвовал в политике массовой конфискации первого секретаря крайкома Филиппа Голощёкина, приведшей к массовому голоду.
- 1934—1937 гг. — первый секретарь Западно-Казахстанского обкома ВКП(б).

В июле-августе 1937 г. — первый заместитель наркома легкой промышленности, с августа — заместитель председателя Госплана КазССР.
Арестован 17 сентября 1937 г. Решением ЦК КП(б) Казахстана 19 сентября 1937 исключен из ВКП(б) «как враг народа». Выездной сессией ВК ВС СССР в Алма-Ате 25 февраля 1938 года по ст.ст. 58-2, 58-8, 58-9, 58-11 УК РСФСР приговорен к расстрелу, в тот же день расстрелян. Родственникам сообщено, что Курамысов умер, отбывая наказание, 6 мая 1941 года. Реабилитирован определением ВКВС СССР 9 июля 1957. Восстановлен в КПСС решением президиума контрольно-ревизионной комиссии Алма-Атинского обкома КП Казахстана 25 января 1990 года.